# Kiss Forever Band

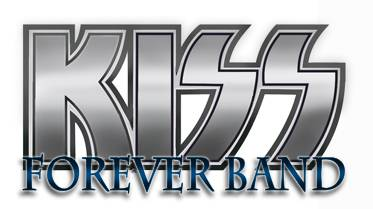

Skupina Kiss Forever Band je věrná kopie známé americké skupiny Kiss. Jedná se o madarsko-českou skupinu která objíždí Evropu a baví fanoušky. Kapela byla založena roku 1995 v Budapešti. Členové – Zoltán Váry jako Starchild (Paul Stanley), Zoltán Fuzfa jako démon (Gene Simmons), Zoltán Márothy jako spaceman (Ace Frehley) a Tobola Csaba jako catman (Peter Criss). Zpočátku se kluci z kapely malovali jen na půl obličeje později se však přeměnily do svých idolů úplně. Skupina hrála takto tři roky až došla k závěru že musí show být dopodrobna identická jako ta od KISS. Roku 2005 odchází z kapely Tobola Csaba a nahrazuje ho ústecký rodák Radek Šikl v roli Catmana, jeho první akce s kapelou byla na turné v Anglii. Koncem roku 2018 odchází Zoltán Márothy a nahrazuje jej Paul Sturmann.
- 2001 – Carnival of Songs
- 2003 – Plug it Out
- 2005 – příchod Ústeckého Radka Šikla (Catman)
- 2006 – Live and Loud
- 2007 – První turné kapely ve Španělsku a Portugalsku
- 2008 – Vychází první offficiální DVD s názvem Live a Loud
- 2009 – První koncert kapely na Maltě
- 2010 – KISS forever band slaví 15 výročí založení , 724 koncertů ve 23 zemích...prozatím
- 2012 – KISS forever band zahráli v Las Vegas , kde se setkali s Tommym Thayerem , členem KISS
- 2015 – KISS forever band slaví 20 výročí založení megakoncertem v Budapešti , kde zahrál i Bruce Kulick
- 2018 - Odchází Zoltán Márothy a střídá jej Paul Sturmann

2018 - Koncert na letňáku v Bílině